# Picea koraiensis var. pungsanensis
Picea koraiensis var. pungsanensis (Uyeki) Farjon, 1990, è una varietà naturale di P. koraiensis appartenente alla famiglia delle Pinaceae, endemica della Corea del Nord (contea di Pung-san).

## Etimologia
Il nome generico Picea, utilizzato già dai latini, potrebbe, secondo un'interpretazione etimologica, derivare da Pix picis = pece, in riferimento all'abbondante produzione di resina. Il nome specifico koraiensis fa riferimento alla Penisola coreana, areale nativo della specie. L'epiteto pungsanensis fa riferimento alla contea di Pungsan dove questa varietà venne scoperta.

## Descrizione
Questa varietà si distingue da P. koraiensis per i macrosporofilli dei coni con margini erosi-dentellati, ottusi o troncati.

## Distribuzione e habitat
Cresce sulle montagne contigue al mar del Giappone a quote comprese tra 1000 e 1500 m, prediligendo i pendii o le rive dei corsi d'acqua, su suoli eterogenei, anche alluvionali; il clima dell'habitat è fresco, con inverni nevosi e precipitazioni annue superiori ai 1000 mm. Si ritrova in foreste miste con altre conifere come Abies nephrolepis, Pinus sibirica, Larix gmelinii var. olgensis e Picea obovata.

## Conservazione
Mancano le informazioni necessarie sia sull'estensione dell'areale sia sulla consistenza numerica della popolazione. Si hanno conoscenze presunte e non circostanziate sui rischi effettivi e potenziali ai quali è sottoposta questa varietà. Per questi motivi è classificata come data deficient (DD) nella Lista rossa IUCN.